# Manny Ramírez
Manuel « Manny » Arístide Ramírez Onelcida (né le 30 mai 1972 dans le quartier de Villa Duarte à Saint-Domingue en République dominicaine) est un voltigeur de baseball ayant évolué dans les Ligues majeures de 1993 à 2011. 
Dans les Ligues majeures, Manny Ramírez a évolué 19 saisons pour les Indians de Cleveland, les Red Sox de Boston, les Dodgers de Los Angeles et, brièvement, pour les White Sox de Chicago et les Rays de Tampa Bay. Il remporté deux Séries mondiales avec Boston (2004 et 2007), a été nommé joueur par excellence de la Série mondiale en 2004 et a remporté neuf Bâtons d'argent (1995, 1999-2006). Il a été sélectionné 12 fois sur l'équipe d'étoiles (1995, 1998-2008) et a mené la Ligue américaine de baseball pour les points produits en 1999, la moyenne au bâton en 2002 et les circuits en 2004. Avec 555 longues balles, il fait partie des 24 joueurs de l'histoire des majeures à avoir frappé au moins 500 coups de circuit en carrière.
Déjà suspendu pour 50 parties en 2009 pour usage d'un produit interdit par la MLB, Ramírez est de nouveau mêlé à une affaire de dopage en 2011, ce qui lui vaut une nouvelle suspension. En 2013, il joue brièvement à Taïwan pour les EDA Rhinos de la Ligue chinoise professionnelle de baseball.

## Carrière

### Débuts
Manny Ramírez grandit dans le quartier Washington Heights de la ville de New York. Après des études secondaires à la George Washington High School de New York, il est drafté le 3 juin 1991 par les Indians de Cleveland au premier tour de sélection (13e choix).

### Indians de Cleveland

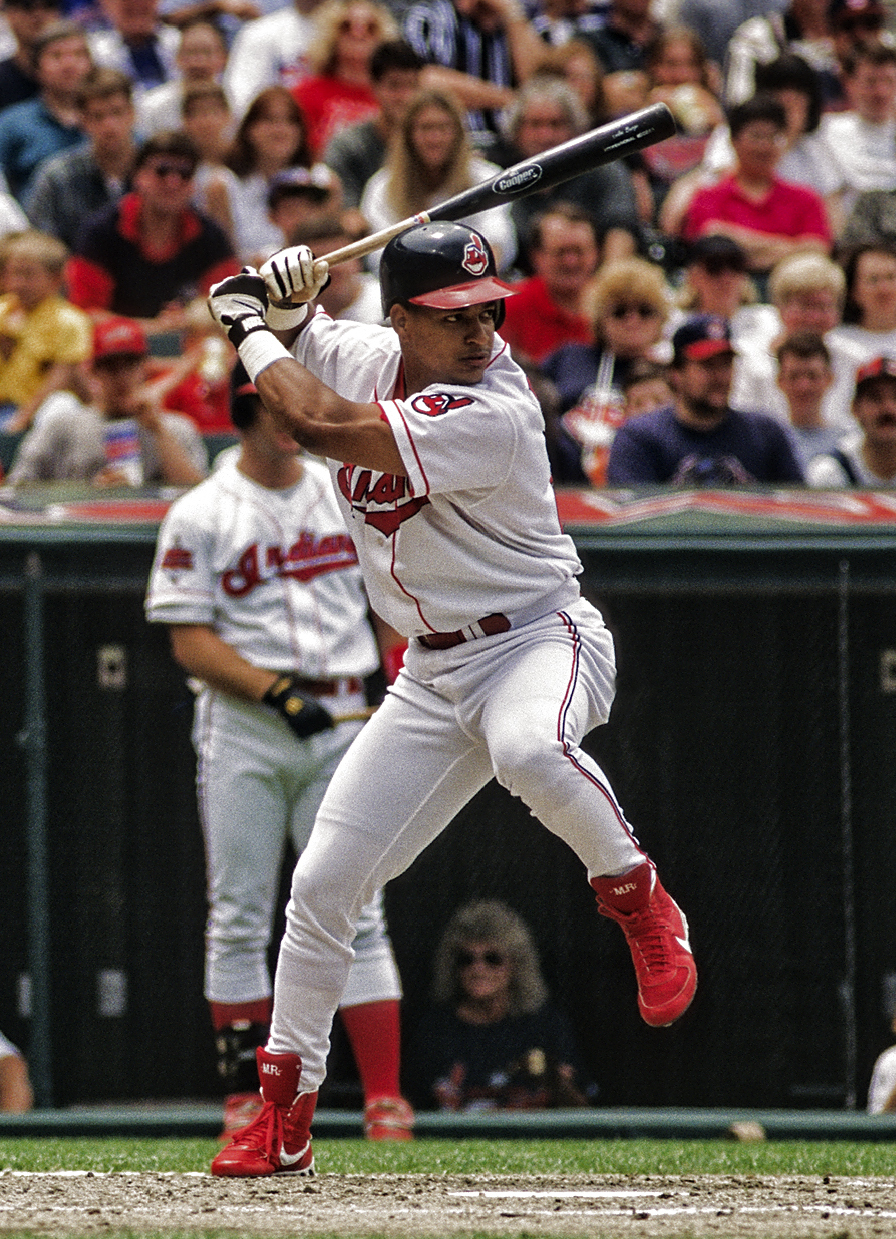
Manny Ramírez en 1996 avec les Indians de Cleveland.

Ramírez passe trois saisons en ligues mineures  avant d'effectuer ses débuts en Ligue majeure avec les Indians de Cleveland le 2 septembre 1993. Il prend part activement au renouveau des Indians pendant huit saisons. Deuxième du vote désignant la meilleure recrue de l'année 1994 en Ligue américaine, il glane quatre sélections au match des étoiles (1995, 1998, 1999 et 2000) et trois gants dorés (1995, 1999 et 2000) et participe, sans les gagner, aux séries mondiales en 1995 et 1997.
En 1999, il mène les majeures pour les points produits avec 165, ce qui représente le plus haut total en une saison depuis les 175 points produits de Jimmie Foxx en 1938.

### Red Sox de Boston
Le 19 décembre 2000, après de très belles saisons à Cleveland, il signe un contrat de 8 saisons, d'une valeur de 160 millions de dollars, avec les Red Sox de Boston.
Ramirez et son ex-coéquipier David Ortiz, étaient un duo explosif pour les Red Sox de Boston, qui remporteront deux fois la Série mondiale durant cette période.
Avec une moyenne au bâton de ,412, sept coups sûrs et quatre points produits dans la série finale qui oppose en 2004 les Red Sox aux Cardinals de Saint-Louis, Ramírez est élu joueur par excellence de la Série mondiale.

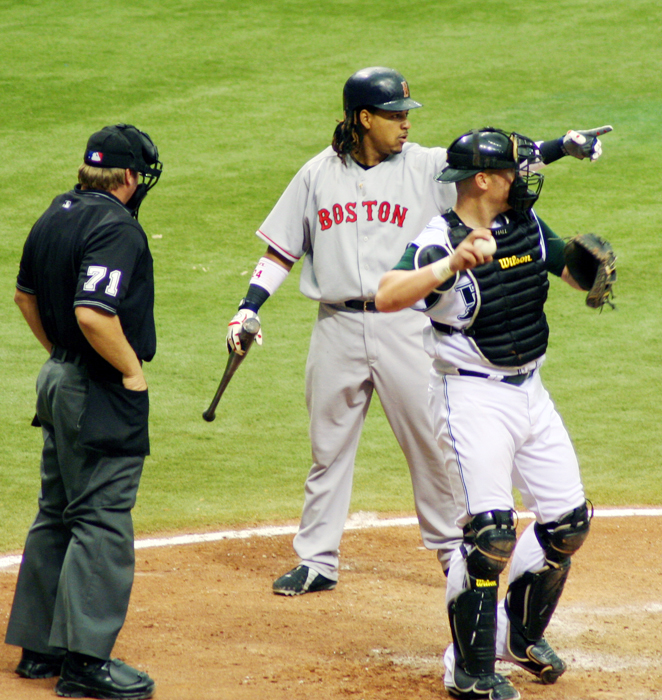
Manny au bâton pour les Red Sox en 2007.

Lors des séries éliminatoires de 2007, il se distingue en Série de championnat de la Ligue américaine contre Cleveland, son ancienne équipe : moyenne au bâton de ,409, moyenne de puissance de ,727, neuf coups sûrs dont deux circuits, et 10 points produits en sept parties. Le titre de joueur par excellence de la Série de championnat lui échappe toutefois au profit de son coéquipier lanceur Josh Beckett. Malgré des performances plus modestes de Ramírez en Série mondiale, les Red Sox décrochent un second titre en quatre ans, l'emportant sur les Rockies du Colorado.

### Dodgers de Los Angeles
Le 31 juillet 2008, à la date limite des transactions de la Ligue majeure de baseball, Ramírez est impliqué dans un échange entre trois équipes (Pirates de Pittsburgh, Red Sox de Boston et Dodgers de Los Angeles). Il est envoyé aux Dodgers, pendant que Jason Bay (Pirates) est envoyé à Boston et Andy LaRoche (Dodgers) rejoint Pittsburgh.
Avec Manny Ramirez dans l'alignement, les Dodgers devancent les Diamondbacks de l'Arizona au premier rang de la division Ouest de la Ligue nationale et atteindront la Série de championnat contre Philadelphie.
Ramirez devint agent libre à la fin de la saison 2008. Après de longs mois de négociation, il signe le 4 mars 2009 un nouveau contrat avec les Dodgers. L'entente de 2 saisons rapportera au voltigeur étoile la somme de 45 millions de dollars.

### White Sox de Chicago
En août 2010, Ramirez est soumis au ballottage par les Dodgers. Il passe officiellement aux White Sox de Chicago le 29 août. Les Dogders n'obtiennent aucun joueur en retour de Ramírez, mais les White Sox acceptent de payer le reste de son contrat. Il frappe pour ,261 avec un circuit et deux points produits en 24 parties pour Chicago en fin de saison, terminant la saison avec une moyenne de ,298, neuf circuits et 42 points produits en 90 matchs au total. Il devient agent libre une fois la saison complétée.

### Rays de Tampa Bay
Le 21 janvier 2011, les Rays de Tampa Bay annoncent la signature de Manny pour une saison en échange de 2 millions de dollars.
Ramirez ne joue que cinq parties pour les Rays en tout début de saison 2011, obtenant un coup sûr et un point produit. Le 8 avril, il annonce sa retraite du baseball après avoir échoué un contrôle antidopage durant l'entraînement de printemps précédant la saison. Ramirez fait alors face à une suspension de 100 parties, puisqu'il s'agit pour lui d'une nouvelle offense après sa longue suspension de la saison 2009. Le vétéran de 38 ans choisit plutôt de quitter le baseball. La Ligue majeure laisse savoir que s'il désirait revenir au jeu, il ferait face à cette suspension avant de pouvoir revenir sur les terrains.

### Dopage

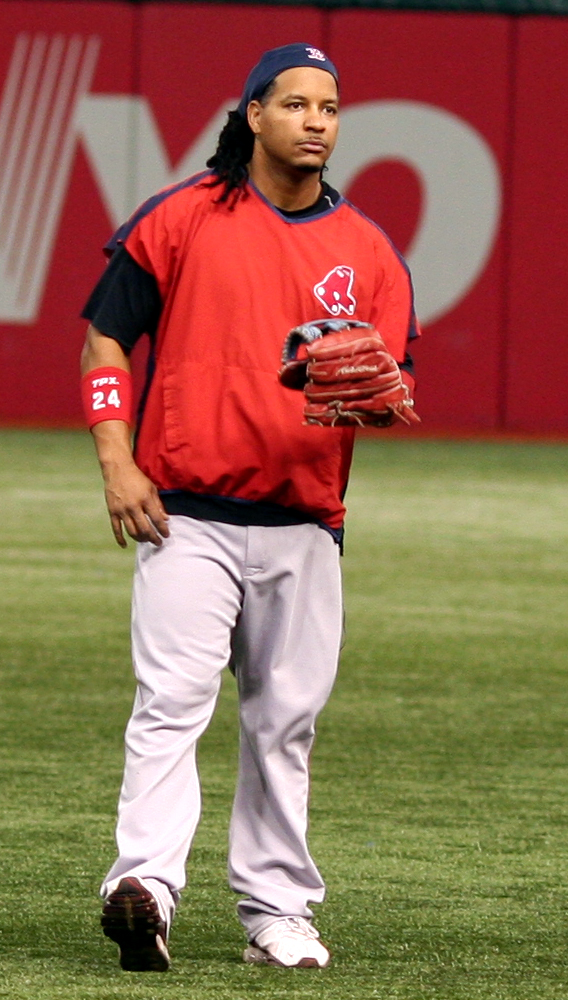
Manny Ramirez se réchauffe avant un match des Red Sox en 2007.

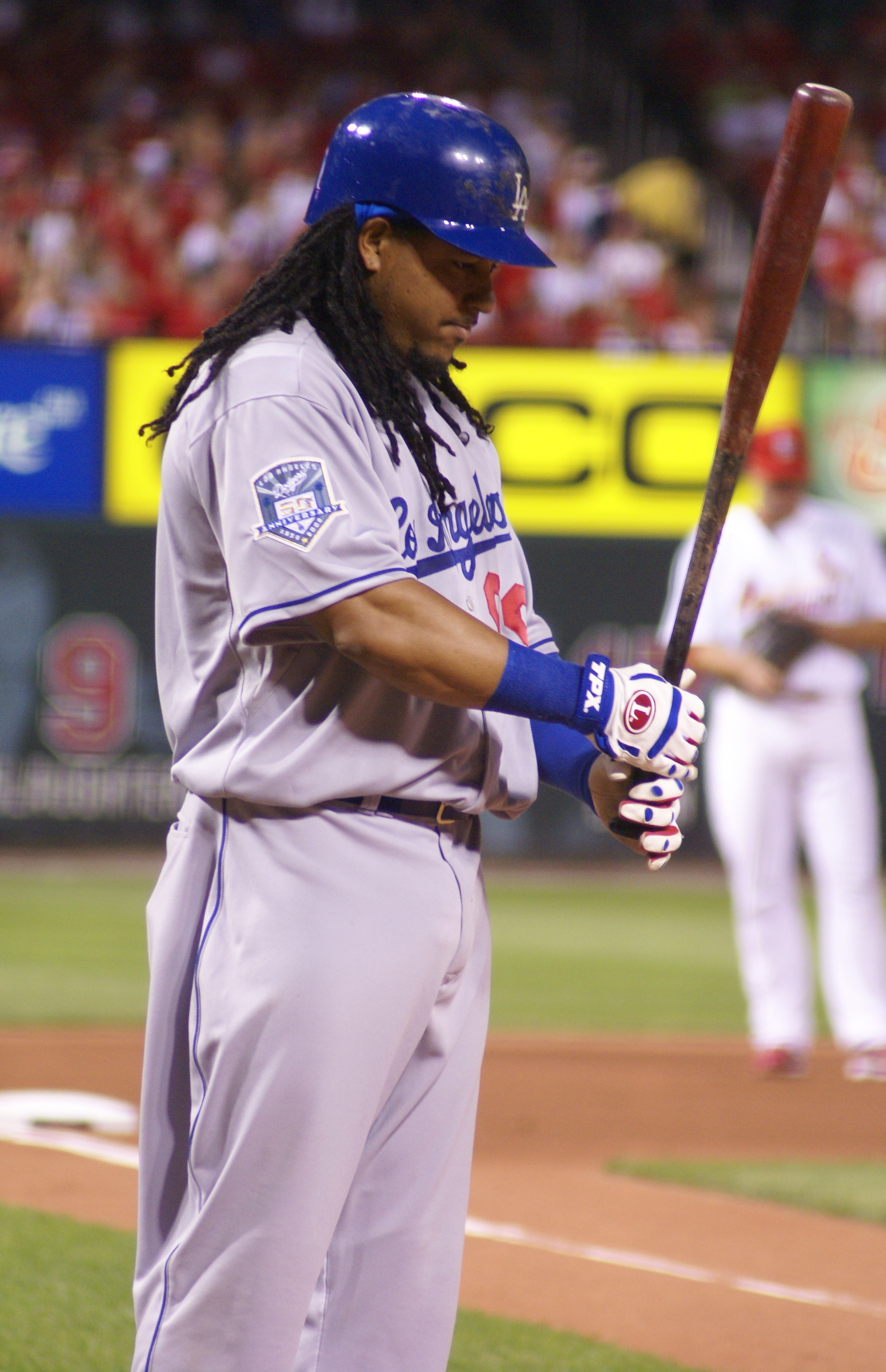
Ramirez joue pour les Dodgers de 2008 à 2010.

Tel que rapporté dans l'édition du 7 mai 2009 du Los Angeles Times, Manny Ramírez a été suspendu pour 50 matchs pour dopage par la Ligue majeure de baseball.
Selon ESPN, deux sources ont rapporté que Ramírez a fait usage de gonadotrophine chorionique humaine (hCG), un médicament que des femmes prennent à titre d'inducteur d'ovulation, faisant partie de la liste de substances interdites par la Ligue majeure de baseball. 
Ramirez perd 2,37 millions de dollars de salaire cette saison et 6,8 millions sur son contrat de quatre ans en raison de cette suspension. Il est revenu au jeu le 3 juillet.
Le 30 juillet 2009, le New York Times rapportait que Manny Ramirez et son ancien coéquipier des Red Sox David Ortiz avaient tous deux échoué en 2003 des contrôles antidopage des Ligues majeures. Les résultats de ces tests devaient rester secrets et les joueurs contrôlés positifs ne s'exposaient à aucune sanction. Cependant, la presse a rapporté dans les années suivantes plusieurs rumeurs quant à l'identité des 104 joueurs qui auraient été dopés, certaines confirmées comme ce fut le cas pour Alex Rodriguez. Après l'annonce de sa suspension de 50 parties en mai 2009, Ramirez avait clamé avoir testé négatif à des tests visant à déceler l'usage d'autres substances telles les stéroïdes au cours des cinq années précédentes. Le test qu'il est suspecté d'avoir raté date de six ans auparavant.

### Tentative de retour dans les majeures

#### Athletics d'Oakland
Le 20 février 2012, Ramirez signe un contrat des ligues mineures avec les Athletics d'Oakland. Il n'est pas exonéré de la suspension promise en 2011, mais celle-ci est réduite à 50 parties. Ramirez ne peut donc pas jouer de match de saison régulière avec Oakland avant le 30 mai 2012, jour de son 40e anniversaire. Les Athletics l'engagent pour 500 000 dollars, ce qui à peine un peu moins que le salaire minimum dans les ligues majeures. Ramirez se rapporte à un club-école des A's en mai mais n'est jamais rappelé par Oakland. À sa demande, l'équipe le libère le 15 mai. Il sert cependant sa suspension de 50 matchs durant ce séjour dans les mineures, ce qui le rendrait disponible immédiatement pour une équipe des majeures qui voudrait avoir recours à ses services.

#### Ligue dominicaine de baseball hivernal
Durant la saison 2012-2013, il évolue pour les Águilas Cibaeñas de la Ligue dominicaine de baseball hivernal.

#### Taïwan
Il prend ensuite le chemin de Taïwan où il porte en 2013 les couleurs des EDA Rhinos de Ligue chinoise professionnelle de baseball. Il y frappe pour ,342 de moyenne au bâton avec 8 circuits et 43 points produits avant de quitter en juin, invoquant le désir d'être plus près de sa famille restée à New York. 

#### Rangers du Texas
Le 3 juillet 2013, les Rangers du Texas de la Ligue majeure de baseball annoncent en être venus à une entente avec Ramírez pour un contrat des ligues mineures et attendent son arrivée avec leur club-école de Round Rock dans la Ligue de la côte du Pacifique. Il dispute 30 matchs à Round Rock en 2013, où il frappe 3 circuits, maintient une moyenne au bâton de ,259 et une moyenne de puissance de ,370. Les Rangers ne retiennent pas ses services et le libèrent de son contrat le 13 août 2013.

#### Cubs de Chicago
Le 25 mai 2014, les Cubs de Chicago mettent sous contrat Ramírez pour en faire un joueur-entraîneur de leur club-école de niveau Triple-A, les Cubs de l'Iowa de la Ligue de la côte du Pacifique.

## Personnalité
Manny Ramirez est aussi reconnu pour sa personnalité et son attitude parfois énigmatique, sur le terrain comme à l'extérieur. Il est souvent surnommé Manny Being Manny (« Manny est Manny »), un sobriquet qui lui aurait été accolé pour la première fois en 1995 par le manager Mike Hargrove, qui l'a eu sous ses ordres à Cleveland.
La biographie autorisée de Manny Ramirez, intitulée Becoming Manny: Inside the Life of Baseball's Most Enigmatic Slugger paraît en mars 2009.

## Palmarès
- 12 participations au match des étoiles : 1995, 1998-2008
- Joueur par excellence de la Série mondiale : 2004
- Champion de la Série mondiale 2004 et de la Série mondiale 2007 avec Boston.
- 2 prix Hank Aaron : 1999, 2004
- Gagnant de 9 Bâtons d'argent : 1995, 1999-2006
- Champion frappeur de la Ligue américaine : 2002
- Meneur pour les circuits dans la Ligue américaine : 43 en 2004
- Meneur des Ligues majeures pour les points produits : 165 en 1999
- Le 10 juin 2006 au Fenway Park, Manny frappe son 450e coup de circuit en carrière contre les Rangers du Texas
- Le 1er juillet 2006, Ramírez cogne un circuit pour son 2000e coup sûr contre les Marlins de Floride
- Le 3 août 2006, Manny produit son 1500e point contre les Indians de Cleveland
- Le 31 mai 2008 au Camden Yards, Manny frappe son 500e coup de circuit en carrière contre les Orioles de Baltimore.